# اترنت

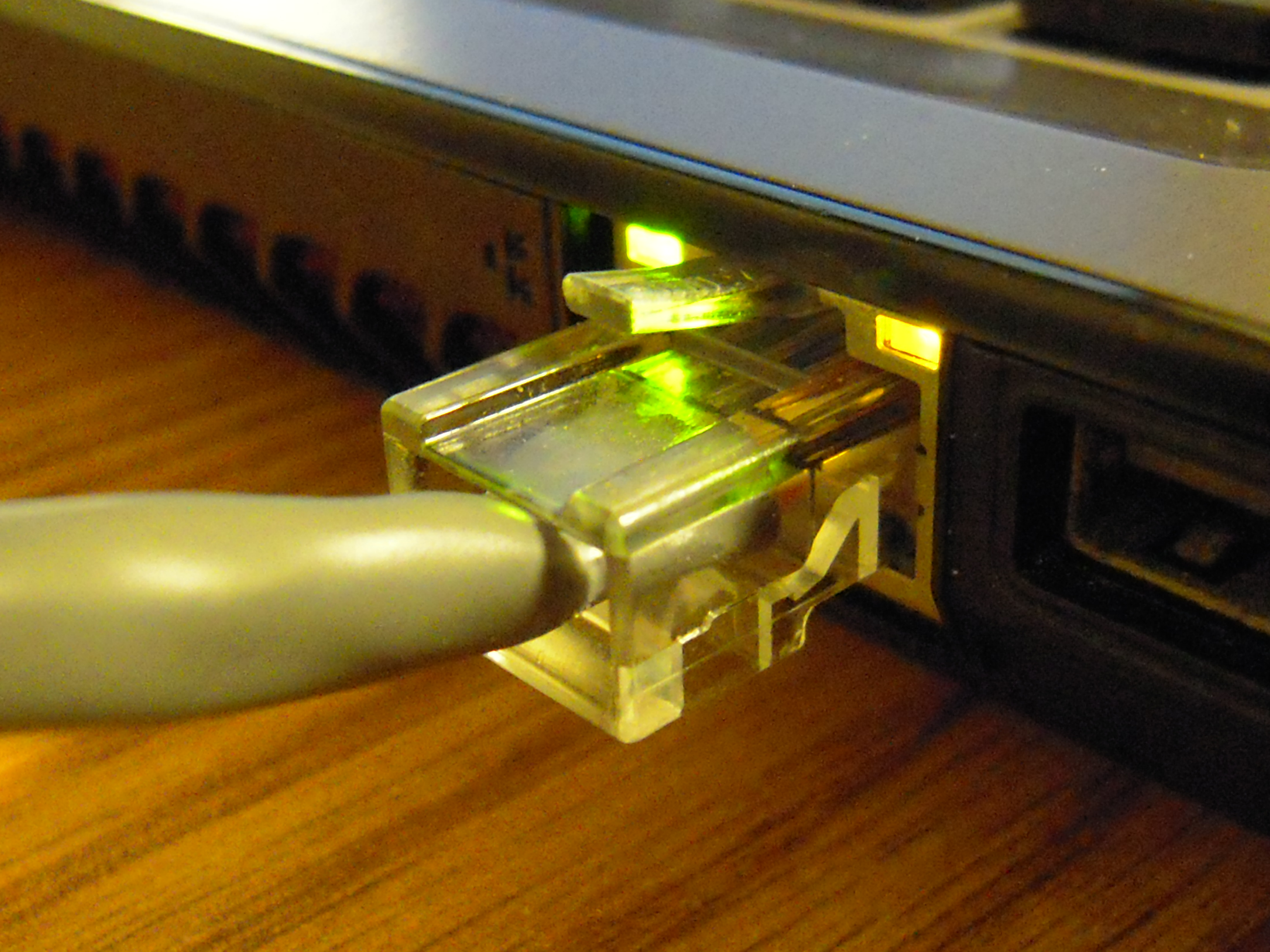
یک کابل زوج بهم تابیده به همراه کانکتور 8P8C (هشت موقعیت ۸ کنتاکت) که به یک لپ تاپ متصل شده‌است و برای اترنت از آن استفاده می‌شود.

اِتِرنِت یا اِثِرنِت (به انگلیسی: Ethernet) (در انگلیسی به صورت ایترنت (‎/ˈiːθərnɛt/‎) تلفظ می‌شود) یکی از فناوری‌های مبتنی بر Frame در شبکه‌های رایانه برای شبکه‌های محلی (LAN) می‌باشد. این نام از مفهوم فیزیکی نظریه های ether گرفته شده‌است. این فناوری وضعیت سیم‌کشی و استانداردهای سیگنالینگ در لایهٔ فیزیکی و همچنین قالب‌های آدرسی همچون آدرس مک در لایهٔ Data link را معین می‌کند.
اترنت به‌عنوان استاندارد IEEE۸۰۲٫۳ شناخته می‌شود با ترکیب کابل‌های زوج به هم تابیده برای اتصال نقاط انتهایی شبکه و فیبر نوری برای اتصال‌های اصلی (Back bone)(ستون فقرات شبکه) سایت یک سطح گسترده‌ای از فناوری LAN متصل از طریق سیم را پوشش می‌دهد. این فناوری از دههٔ ۱۹۹۰ میلادی تاکنون بکارگرفته شده‌است و جایگزین استانداردهایی همچون Token Ring و FDDI و ARCNET می‌باشد. در سال‌های اخیر وای-فای و شبکه‌های بی‌سیم براساس استاندارد IEEE۸۰۲٫۱۱ در خانه و ادارات کوچک گسترش یافته و باعث تقویت اترنت در نصب آن در مقیاس‌های بزرگتر گریده است.

## تاریخچه
اترنت در شرکت Xerox PARC در سال‌های ۱۹۷۵–۱۹۷۳ پایه‌ریزی شد. Robert Metcalfe و Dacid Boggs خلاصه‌ای از Ethernet را تا قبل از مارس ۱۹۷۴ نوشتند و ارائه کردند. در مارس ۱۹۷۴ شخصی بنام R.Z.Bachrach یادداشتی به Metcalfe و Boggs و مدیرشان نوشت، مبنی بر اینکه از لحاظ تکنیکی یا مفهومی مورد جدیدی در پیشنهاد شما نمی‌باشد و تجزیه و تحلیل نشان خواهد داد که سیستم شما دچار خطا می‌شود. اشکال این تحلیل این بود که به اثر پدیدهٔ Channel capture توجه نشده بود و تا سال ۱۹۹۴ به آن پی نبرده شد. در سال ۱۹۷۵ شرکت زیراکس (Xerox) این موضوع را به نام Metcalfe و Boggs به همراه Chuck Thacker و Butler Lampson به‌عنوان مخترع‌های سیستم ارتباط داده‌ای، چندین نقطهٔ همراه با تشخیص تصادف ثبت کرد. در سال ۱۹۷۶ بعد از اینکه سامانه در PARC گسترش یافت، Metcalfe و Boggs حاصل کارشان را در یک مقاله منتشر کردند.
Ethernet تجربی که در آن مقاله شرح داده شد با سرعت Mbit/s ۳ کار می‌کرد و فیلدهای آدرس مبدأ و مقصد ۸ بیت بود و قالب آدرس‌های Ethernet همچون قالب‌های امروزی نبود.
Metcalfe در سال ۱۹۷۹ از شرکت زیراکس جدا شد تا بتواند استفاده از رایانه‌های شخصی و شبکه‌های محلی را گسترش دهد از اینرو شرکت 3Com را تأسیس کرد. او شرکت‌های DEC, INTel و Xerox را قانع کرد تا به منظور گسترش Ehternet به‌عنوان یک استاندارد با همدیگر همکاری کنند. از این‌رو استاندارد DIX برگرفته از (Digital/ INTel/ Xerox) نام گرفت که استانداردی برای Ethernet با سرعتی برابر ۱۰ مگابیت بر ثانیه با آدرس‌های مبدأ و مقصد ۴۸ بیتی و یک فیلد ۱۶ بیتی جهت نوع بسته‌های داده‌های Ethernet.
نخستین استاندارد در ۳۰ سپتامبر ۱۹۸۰ منتشر شد که رقیبی برای دو سامانه بزرگ ARCNET , Token ring بود. اما بزودی آن دو سیستم بزرگ زیر موج‌های عظیم تجهیزات Ethernet مدفون شدند. در واقع شرکت 3Com تبدیل به یک شرکت اصلی و پیشرو گردید.
سامانه‌های Ethernet با سیم‌های زوج به هم تابیده از اواسط دهه ۱۹۸۰ توسعه یافتند. همراه با شروع StarLAN، که LOBASE –T شناخته شده‌است. این سیستم‌ها جایگزین کابل هم‌محور (کواکسیال) شدند که شبکه‌های Ethernet اولیه مبتنی بر آن بود. شبکه‌های اولیه به‌وسیله Hub به کابل‌های UTP متصل بودند که با استفاده از CSMA/CD سوئیچ‌ها جایگزین آن‌ها شدند.

## توصیف عمومی

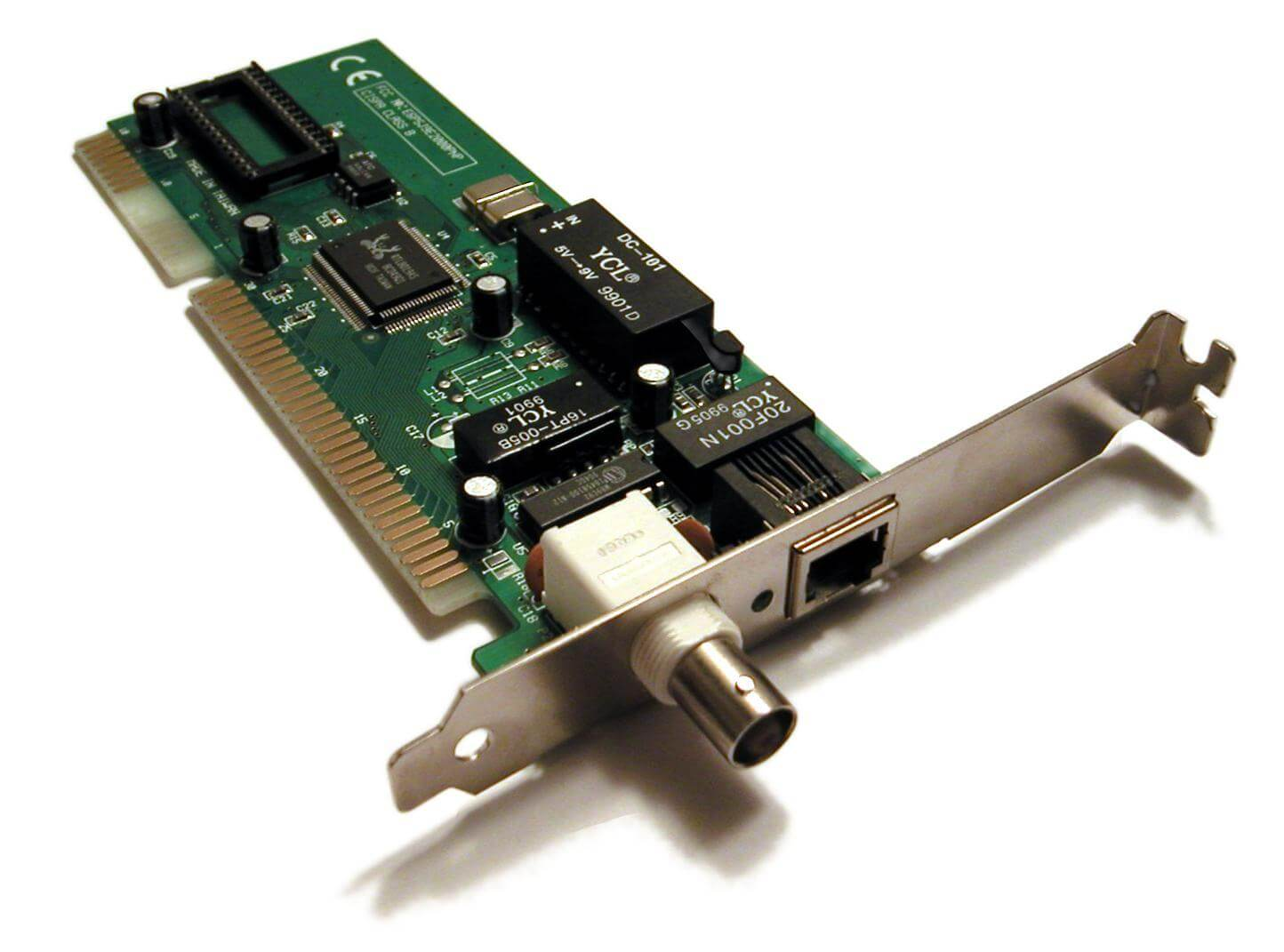
کارت شبکه

Ethernet به‌طور کلی بر این نظریه بنا شد: ارتباط کامپیوترها بر روی کابل کواکسیال که به‌عنوان یک وسیله انتقال عمل می‌کند و به صورت انشعاب تزریقی به کامپیوتر وصل می‌شود بدین معنا که به کمک یک ابزار محکم شونده بروی کابل. سوزنی به هسته کابل تزریق می‌شود و به مرکز کابل می‌رسد و این کابل به نام 10Base5هم مشهور است که عدد ۱۰ سرعت انتقال بر حسب مگا بیت بر ثانیه عدد ۵ طول حداکثر هر قطعه کابل بدون نیاز به تکرارکننده را بر حسب ۱۰۰متر مشخص می‌کرد روش بکار گرفته شده شباهت زیادی به سیستم‌های رادیوئی داشت اگرچه تفاوت‌های پایه‌ای با هم داشتند همچون این واقعیت که تشخیص تصادم در یک سیستم ارسال در کابل ساده‌تر از ارسال رادیو است. کابل مشترک که کانال ارتباطی مشترک را ایجاد می‌کند به ether (اتر) مربوط شده‌است و از این مبناست که نام Ethernet اقتباس شده‌است.
با توجه به این مفاهیم اولیه، Ethernet تکامل یافت به تکنولوژی شبکه‌ای پیچیده‌ای که امروزه در اغلب شبکه‌های LAN بکار گرفته شده‌است کابل‌های کواکسیال با ارتباطات نقطه به نقطه که به‌وسیله Ethernet به Hub یا سوئیچ متصل می‌شوند جایگزین شدند؛ که موجب کاهش هزینه نصب، افزایش اطمینان و قابلیت مدیریت نقطه به نقطه و خطایابی می‌شود. StarLAN اولین قدم تکامل Ethernet از یک گذرگاه عمومی با کابل کواکسیال به یک شبکه با کابل‌های جفت به هم تابیده و Hubهای قابل مدیریت بود. ایجاد کابل‌های زوج به هم تابیده به‌طور قابل ملاحظه‌ای هزینه نصب را کاهش داد.
پایانه‌های Ethernet با ارسال بسته‌های اطلاعاتی با یکدیگر ارتباط برقرار می‌کنند هر پایانه دارای یک آدرس ۴۸ بیتی (MAC) می‌باشد که به صورت سخت‌افزاری در کارت شبکه (NIC) قرار دارد و کارت شبکه بسته‌های اطلاعاتی که آدرس پایانه‌های دیگر را دارند قبول نمی‌کند.
علی‌رغم تغییرات مهم در Ethernet از یک کابل ضخیم کوکسیال که با سرعت Gbit/s ۱ کار می‌کنند از آنجا که همگی از یک قالب اطلاعاتی استفاده می‌کنند قابلیت اتصال به یکدیگر را دارند. امروزه با توجه به فراگیری Ethernet و کاهش هزینه سخت‌افزاری آن اغلب تولیدکنندگان بردهای اصلی (mother board) که دارای کارت Ethernet باشد تولید می‌کنند که باعث عدم نیاز به یک کارت شبکه جدا و صرفه جوئی در فضای بکار رفته می‌شود.
توپولوژی (استاندارد)
توپولوژی پیش فرض برای اترنت، توپولوژی فیزیکی خطی تعریف شده‌است. توپولوژی شبکه مثل توپولوژی خطی که از توپولوژی منطقی خطی استفاده می‌کنند از اترنت بهره می‌برند. نوع کابلی که درهر توپولوژی استفاده می‌شود نیز در قوانین همان توپولوژی مشخص شده‌است.

## تعامل با چندین کاربر

### CSMA/CD
اترنت در اصل یک کابل کواکسیال مشترک که در اطراف ساختمان برای اعمال دستگاه‌ها قرار گرفته بود از آنجا که دستگاه‌ها مجبور به استفاده از یک مسیر مشترک بودند می‌بایستی از قاعده خاصی که بنام CSMA/CD بود پیروی می‌کردند. این قواعد به شرح ذیل می‌باشند:
۱۱۱۱

## بسته آماده ارسال می‌باشد
آیا خط ارتباطی آزاد می‌باشد؟ اگر آزاد نیست، تا زمانی که آماده شود صبر کنید

## شروع به انتقال
آیا یک تصادم رخ داده‌است؟ اگر چنین است به رویه تشخیص تصادم رجوع شود.
شمارنده‌های ارسال صفر شوند و انتقال اطلاعات تمام شود. (ارسال نیمه کاره رها می‌شود)

### رویه تشخیص تصادم
انتقال اطلاعات تا حداقل زمان بسته یا همه دریافت‌کننده‌ها تصادم را تشخیص دهند.
شمارنده ارسال مجدد افزایش می‌یابد.
آیا به حداکثر تعداد دفعات انتقال مجدد رسیده‌ایم؟ اگر بله، انتقال اطلاعات رها شود.
براساس تعداد تصادم‌ها به صورت تصادفی صبر جهت ارسال مجدد
مجدداً وارد مرحله اول رویه اصلی شویم.
به‌عنوان مثال چه اتفاقی می‌افتد وقتی تمام مهمان‌ها در یک مهمانی شام در طریق یک رسانه مشترک (هوا) با یکدیگر صحبت می‌کنند. قبل از حرف زدن، هر مهمان به‌طور محترمانه‌ای تا پایان صحبت شخصی که در حال صحبت است صبر می‌کند. اگر دو مهمان هم‌زمان شروع به صحبت کنند هر دو سکوت کرده و برای مدت زمانی صبر می‌کنند (در Ehternet این زمان در حد میلی ثانیه‌است). انتظار بر این است که با انتظار دو زمان متفاوت (تصادفی) دو مهمان دوباره در یک زمان شروع به صحبت نکنند، بنابراین از یک تصادم جلوگیری می‌شود وقتی تعداد تصادم‌ها بیش از یکی برای هر انتقال باشد زمان انتظار به صورت نمائی افزایش می‌یابد. کامپیوترها به‌وسیله یک AUI که بعدها در داخل کارت شبکه تعبیه شد به کابل متصل می‌شوند.
یکی از معایب شبکه‌های ساده که به صورت Bus راه‌اندازی می‌شدند امکان قطع شدن و غیرقابل استفاده شدن کل یک قسمت شبکه به‌علت قطعی تنها یک اتصال یا بخشی از کابل می‌بود.
از آنجا که تمام ارتباطات تنها از طریق یک سیم مشترک (Bus) صورت می‌گرفت تمامی اطلاعاتی که به‌وسیله یک کامپیوتر ارسال می‌شد به‌وسیله تمامی کامپیوترها دریافت می‌شد حتی اگر اطلاعهات تنها مربوط به یک کامپیوتر می‌بود.
کارت شبکه وقتی بسته‌ای می‌رسید یک وقفه به سی‌پی‌یو می‌فرستد. کارت شبکه اطلاعات را در صورتی که مربوط به آدرس خودش نباشد رد می‌کند مگر اینکه در وضعیت Promiscuous قرار داشته باشد. این ویژگی که یکی صحبت کند و همه بشنوند ضعف امنیتی محیطهای اشتراکی(Ehternet Bus) است زیرا یک کامپیوتر اینگونه شبکه Ehternet می‌تواند تمامی ترافیکی بر روی سیم است را استراق سمع کند. استفاده از یک کابل مشترک به معنای به اشتراک گذاشتن پهنای باند نیز می‌باشد که عامل کندی شبکه می‌شود.

### Repeater and Hub (تکرارکننده‌ها و هاب)
به‌علت تضعیف سیگنال و مسائل زمانی شبکه اترنت با کابل کواکسیال از لحاظ اندازه محدودیت دارند. برای مثال کابل‌های کواکسیال ۱۰ BASE۵ حداکثر ۵۰۰ متر طول می‌توانند داشته باشند. یا شبکه‌های سرعت بالای Bus انتهای کابل‌ها به یک مقاومت بایستی بسته شوند.
برای Ehternet با کابل‌های کواکسیال به انتهای هر کابلی یک مقاومت ۵۰ اهمی متصل می‌شود. معمولاً این مقاومت به صورت یک اتصال به آخرین دستگاه متصل در Bus وصل می‌شود. اگر اتصال انتهائی انجام نشود یا اگر در طول کابل قطعی وجود داشته باشد سیگنال ارسالی در کابل وقتی به انتهای آن می‌رسد منعکس می‌شود. این انعکاس را نمی‌توان از تصادم تشخیص داد و در نتیجه بر روی ارتباط تأثیر می‌گذارد.
برای بیشتر کردن طول ارتباط از یک تکرارکننده (Repeater) Ehternet استفاده می‌کنند. تکرارکننده سیگنال را از یک کابل Ehternet می‌گیرد و آن را در کابل دیگر تکرار می‌کند. اگر یک تصادم تشخیص داده شود، تکرارکننده یک سیگنال تمامی در گاه‌ها ارسال می‌کند تا از تشخیص تصادم مطمئن شود. به‌وسیله تکرارکننده‌ها می‌توان پنج قطعه بین دو کامپیوتر را متصل کرد بطوری‌که سه مورد از آن‌ها می‌توانند دستگاه‌های متصل شده باشند. تکرارکننده‌ها قادر به تشخیص ختم غیرمعمول در یک ارتباط شوند و نتیجتاً انتقال اطلاعات را به ان ارتباط متوقف می‌کنند. چنانچه در یکی از قسمت‌های متصل به درگاه تکرارکننده خطایی به‌علت قطع کابل اتفاق بیفتاد، تکرارکننده به انتقال اطلاعات در دیگر درگاه‌ها ادامه می‌دهد. البته به اینکه کدامیک از قسمت‌ها قطع شده و باعث عدم دسترسی به Serverها شده می‌تواند تأثیر در غیرقابل استفاده بودن شبکه داشته باشد.
کاربران هزینه‌های کابل کشی به صورت ستاره‌ای را متوجه شدند و سازندگان تجهیزات شروع به ساخت تکرارکننده‌های با چندین درگاه شدند تکرارکننده‌های با چندین درگاه بنام Hub Ehternet شناخته شدند. شرکتهایی مثل DEC و Syn optic Hub هائی که چندین قسمت کواکسیال ۱۰BASE۲ را متصل می‌کنند تولید کردند که می‌توانستند به یکدیگر یا شاهد راه اصلی کواکسیال متصل شوند. بهترین مثال محصول DELNI مربوط به شرکت DEC است.
شبکه‌های Ehternet با کابل‌های زوج به هم تابیده با شبکه StarLAN شروع شد و به‌وسیله ۱۰BASE-T ادامه یافت این شبکه‌ها به صورت نقطه به نقطه طراحی شده بودند بطوری‌که ختم ارتباط درون دستگاه صورت می‌گرفت. این موضوع نقش Hubها را از یک دستگاه خاص بکار گرفته شده در مرکز شبکه‌های بزرگ به یک دستگاه که برای ارتباط بین بیش از دو دستگاه نیاز باشد تبدیل کرد. ساختار درختی منتج از این شبکه‌های Ehternet قابلیت اعتماد بیشتری داشتند بطوری‌که اگر در یک ارتباط دچار خطا می‌شد تأثیری بر روی دیگر تجهیزات شبکه نمی‌گذاشت اگرچه خطا در یک Hub یا ارتباط بین Hub هنوز می‌توانست بر روی کاربران اثر بگذارد. اگرچه هنوز شبکه‌های زوج بهم تابیده به صورت نقطه به نقطه‌است و درون سخت‌افزار خاتمه می‌یابند از اینرو فای مورد نیاز برای یک درگاه خیلی کاهش یافت و امکان طراحی Hubها با تعداد پورتهای بیشتری را میسر کرد و امکان اینکه درگاه‌های Ehternet را بر روی بردهای اصلی قرار دهند میسر کرد. با وجود طراحی ستاره‌ای شبکه، شبکه هایHub Ehternet هنوز به صورت یک طرفه و CSMA/CD کار می‌کردند. هر بسته اطلاعاتی به هر درگاهی در Hub ارسال می‌شد که این مسئله مشکل پهنای باند و امنیت را حل نمی‌کرد. راندمان کلی یک Hub به یک ارتباط محدود می‌شد و همه ارتباطات بایستی در همان سرعت کار می‌کردند. طبیعتاً تصادم راندمان را کاهش می‌دهد. در بدترین حالت وقتی تعداد زیادی کامپیوتر در یک کابل طولانی حجم زیادی از اطلاعات را ارسال می‌کنند، افزایش تصادم باعث کاهش شدید راندمان و کارایی می‌شود با این وجود شرکت Xerox گزارشی در سال ۱۹۸۰ منتشر کرد که در آن ۲۰ دستگاه سریع بسته‌های اطلاعاتی در اندازه‌های مختلف را انتقال داده بودند، این نتیجه نشانگر این مطلب بود که حتی برای کوچک‌ترین بسته‌های اطلاعاتی (۶۴ بایتی) داشتن یک راندمان ۹۰٪ در شبکه LAN طبیعی است. این موضوع عامل رقابت شبکه‌های مبتنی بر Token بود (مثل Token bus و Token ring) که همگی پس از افزودن یک کامپیوتر در شبکه با کاهش کارایی روبرو بودند.
این گزارش و نمونه‌های دیگر نشان می‌دهد که شبکه‌های مبتنی بر تصادم هنگام کاربری غیرقابل اطمینان هستند و کارایی آن‌ها تا ۴۰٪ حالت معمول کاهش می‌یابد.

### Bridging و Switching
با وجود اینکه تکرارکننده‌ها مسائلی همچون قطعی کابل را می‌توانستند از شبکه‌های Ehternet منفک کنند ولی همچنان تمامی ترافیک را به همه تجهیزات ارسال می‌کنند. این موضوع محدودیتی که چه تعداد کامپیوتر در یک شبکه Ehternet می‌توانند کار کنند ایجاد می‌کند برای مرتفع کردن این مشکل دستگاه‌های Bridge برای برقراری در لایه Data link ساخته شدند. به‌وسیلهBridging تنها بسته‌های خوش ساخت از قسمتی به قسمت دیگر شبکه منتقل می‌شدند و از تصادم و بسته‌های خراب اجتناب می‌شود.
Bridgeها با ملاحظه آدرس‌های MAC مخالفند که دستگاه‌ها کجا هستند و بسته‌های اطلاعاتی را به سمت قسمتی که آدرس مقصد در آنجاست ارسال نمی‌کنند.
قبل از اینکه دستگاه‌های متصل را تشخیص دهد، همچون Hub عمل می‌کند و تمامی ترافیک را عبور می‌دهد؛ ولی اگر سوئیچ آدرس‌های دستگاه‌های متصل به هر درگاه را تشخیص دهد ترافیک را فقط به قسمت‌های ضروری شبکه ارسال می‌کند که این مطلب باعث افزایش کارایی شبکه می‌شود. ترافیک توزیعی (Broadcast) همچنان برای تمامی درگاه‌ها ارسال می‌شود. Bridgeها بر محدودیت ارتباطی بین دو کامپیوتر غلبه می‌کنند و امکان داشتن سرعتهای مختلف و بالاتر را مهیا می‌کنند که این موضوع در مقدمه Fast Ehternet مهم است.
Bridgeهای اولیه هر بسته‌ای را با نرم‌افزاری که داشتند بررسی می‌کردند که باعث کندی بیش از Hubها در ارسال ترافیک می‌شد. مخصوصاً در به‌کارگیری چندین درگاه در یک لحظه در سال ۱۹۸۹ شرکت Kal pana اولین سوئیچ Ehternet را معرفی کرد. یک سوئیچ Ehternet عمل Bridging را به‌طور سخت‌افزاری انجام می‌دهد و امکان ارسال اطلاعات را در حداکثر سرعت میسر می‌کند لازم به یادآوری است که واژه سوئیچ (Switch) به‌وسیله سازندگان دستگاه بکار برده شد و در استاندارد ۸۰۲٫۳ دیده نمی‌شود.
بسته‌های اطلاعاتی در شبکه‌های سوئیچ فقط به دستگاه‌های مربوط که به درگاه‌ها متصلند فرستاده می‌شود. شبکه‌های سوئیچ همچنان می‌توانند به‌وسیله ARP Spoofing یا Mac flooding از لحاظ امنیتی مخاطره آمیز باشند. از دیگر مزایای ان پهنای باند است که اجازه به‌کارگیری تجهیزات با سرعتهای مختلف را می‌دهد.
وقتی که یک ارتباط زوج به هم تابیده یا فیبرنوری که به Hub متصل نشده‌است در شبکه وجود دارد امکان برقراری ارتباط به صورت دو طرفه بر روی آن شبکه میسر است. در حالت دو طرفه هر دو دستگاه می‌توانند هم‌زمان با یکدیگر تبادل اطلاعات کنند بدون آنکه تصادفی رخ دهد این مطلب سرعت پهنای باند را دوبرابر می‌کند و به‌عنوان سرعت دو برابر شناخته می‌شود (مثلاً ۲۰۰ Mbit/s) ترافیک در صورتی با سرعت دو برابر منتقل می‌شود که الگوی آن به صورت متقارن باشد. در یک دامنه تصادم همه پهنای باند ارتباطی می‌تواند مورد استفاده قرار گیرد و طول قسمت شبکه بخاطر تشخیص تصادم محدود نمی‌شود.

### Dual speed hubs
در اولین روزهای شبکه‌های Fast Ethernet تجهیزات Ethernet گران‌قیمت بودند. مشکلی که شبکه‌های Hub داشتند این بود که هر دستگاه ۱۰ BASE-T که متصل می‌شد باعث می‌شد که کل سیستم با سرعت 512 Mbit/s کار کند. با توجه به قیاس بین سوئیچ و Hub باعث پدید آمدن Hubها با سرعت دوگانه شد. این دستگاه‌ها شامل یک سوئیچ دو پورت داخلی بودند یکی با سرعت ۱۰ Mbit/s و دیگری ۱۰۰BASE –T (۱۰۰Mbit). هرگاه دستگاهی به درگاه آن متصل می‌شد با توجه اینکه چه نوعی است با سرعت ۱۰BASE –T یا ۱۰۰BASE –T کار می‌کرد؛ که این امر مانع انتقال کل شبکه به شبکه ۱۰BASE –T یا ۱۰۰BASE –T می‌شد.
این تجهیزات همچنین به Hubهای دو سرعته شناخته می‌شدند زیرا ترافیک بین تجهیزات متصل با یک سرعت دیگر سوئیچ نمی‌شدند.

## ساختار فریم اترنت
ساختار فریم در لایه Data Link، تقریباً برای تمامی سرعت‌های اترنت (از ده تا ده هزار مگابیت در ثانیه) یکسان می‌باشد. این وضعیت در لایه فیزیکی وجود نداشته و هر یک از نسخه‌های اترنت دارای یک مجموعه قوانین جداگانه و مختص به خود می‌باشند.
در نسخه اترنت که توسط DIX پیاده‌سازی شده بود (قبل از ارائه نسخه IEEE ۸۰۲٫۳)، مقدمه و شروع فریم در یک فیلد ترکیب می‌شدند. فیلد "طول / نوع " در نسخه‌های اولیه IEEE به عنوان "طول" و صرفاً" در نسخه DIX به عنوان "نوع" در نظر گرفته شده بود.
در اترنت II، فیلد "نوع"، در تعریف فریم ۳. ۸۰۲ مورد توجه قرار گرفت. گره دریافت‌کننده با بررسی مقدار فیلد " طول / نوع "، می‌بایست نوع پروتکل استفاده شده در لایه بالاتر موجود در فریم را تعیین نماید (مثلاً ۰x۰۸۰۰، پروتکل IPV۴ و ۰X۸۰۶ پروتکل ARP).
در صورتی که مقدار موجود در این فیلد معادل ۰X۶۰۰ (مبنای شانزده) یا بزرگ‌تر از آن باشد، فریم بر اساس سیستم کدینگ اترنت دو تفسیر می‌گردد.

## The most common Ethernet Frame
آدرس مقصد، شامل آدرس MAC مقصد است. آدرس مقصد می‌تواند به صورت تکی (Unicast)، گروهی (Multicast) یا برای تمامی گره‌ها (broadcast) باشد.
آدرس مبدأ، شامل آدرس MAC مبدأ است. آدرس مبدأ همواره به صورت تکی (Unicast) بوده و آدرس گره ارسال‌کننده اطلاعات را مشخص می‌نماید.
طول / نوع برای دو هدف متفاوت استفاده می‌گردد. در صورتی که مقدار این فیلد کمتر از ۱۵۳۶ (مبنای ده) یا ۰x۶۰۰ (مبنای شانزده) باشد، طول را مشخص می‌نماید. از فیلد فوق به عنوان «طول» زمانی استفاده می‌گردد که مسئولیت مشخص کردن پروتکل استفاده شده بر عهده لایه LLC باشد. مقدار موجود در این فیلد به عنوان «طول»، تعداد بایت‌های داده را مشخص می‌نماید.
در صورتی که مقدار این فیلد به عنوان «نوع» در نظر گرفته شود، پروتکل لایه بالاتر که پس از تکمیل پردازش اترنت داده را دریافت می‌نماید، مشخص می‌گردد.
داده و Pad، هر طولی را می‌تواند داشته باشد مشروط به این که از حداکثر اندازه فریم تجاوز ننماید. حداکثر اطلاعاتی را که می‌توان در هر مرتبه ارسال نمود، یکهزار و پانصد Byteمی‌باشد. در صورتی که داده موجود در فیلد "داده " به حداقل مقدار لازم (چهل و شش Byte) نرسیده باشد، می‌بایست از Pad استفاده گردد.
FCS از چهار octet تشکیل و شامل مقدار CRC است که توسط دستگاه فرستنده محاسبه و توسط دریافت‌کننده به منظور تشخیص بروز خطاء در زمان ارسال اطلاعات، مجدداً" محاسبه می‌گردد. با توجه به این که خرابی صرفاً" یک بیت از ابتدای فیلد "آدرس مقصد " تا انتهای فیلد "FCS" باعث محاسبه Checksum متفاوتی خواهد شد، تشخیص این موضوع که اشکال مربوط به فیلد FCS یا سایر فیلدهای شرکت‌کننده در محاسبه CRC است را غیرممکن می‌نماید.
تحلیلگران صنعتی پیش‌بینی می‌کنند بازار شبکه‌های گیگا، پنج تا ده سال دیگر همچنان فعال خواهد بود. در اترنت گیگابیت نیز دیدیم که نبودِ استاندارد IEEE، مانع پذیرش انواع جدید کابل در بازار شد. از این رو معرفی استاندارد IEEE 802.3an 10GBase-T اطمینانی را برای شرکت‌ها به وجود آورد تا با خاطری آسوده کابل‌های رده ۵ و۶e را با کابل‌های سازگار با کلاس EA جایگزین کنند.
رده /۶A کلاس EA با ارتقای مشخصه کابل، با توجه به پذیرش IEEE 802.3an، راه را برای گسترش ارتباط
۱۰GbEبه میزان زیادی هموار کرد. به نظر می‌رسد اکنون زمان مناسبی برای ارتقای قابلیت‌های بلندمدت شبکه شما باشد. اطمینان دارم که مدت زیادی طول نخواهد کشید که این سرعت نیز از نظر کاربران عادی می‌شود؛ زیرا نیاز به پهنای باند بیشتر هر روز افزایش می‌یابد و قیمت کارت‌های واسط آن کم و کمتر می‌شود. شاید زمان تحقق این پیش‌بینی فردا نباشد، اما مطمئناً در طول مدتی که شبکه شما کار می‌کند، این اتفاق خواهد افتاد.
کاربران نهایی می‌دانند که کابل‌ها استانداردهای مختلفی دارند و هر یک نیز از حدی از کارایی برخوردارند. مطمئناً فروشندگان خواهند گفت: <کابل ما استاندارد است> و مشتری باید به سرعت بپرسد: <کدام استاندارد؟> تا پاسخ خود را به صورت کامل دریافت کنند. پیشنهاد ساده و روشن من، مراجعه به مشخصه فعلی ISO/IEC کلاسEA است؛ زیرا استاندارد آن قوی‌تر از بقیه‌است و با مشخصه‌های بین‌المللی نیز هماهنگی دارد.